# أنتيروس
أنتيروس (باللاتينية: Anterus) هو بابا الكنيسة الكاثوليكية التاسع عشر من 21 يوليو 230 وحتى 29 سبتمبر 235، وقديس وفق المعتقدات المسيحية، تم نفيه من روما إلى سردينيا. حسب الدليل البابوي الذي يصدره الكرسي الرسولي سنويًا، فإن البابا كان ابن رومولس، ولد في روما لعائلة يونانية، وربما كان عبدًا قد جرى إعتاقه. تعتبر حبريته من أقصر الحبريات على العموم، إذ دامت 44 يومًا فقط، ولم يتخذ فيها البابا من القرارات الهامة سوى إنشاء أسقفية مدينة فوندي. أغلب النقاد والمؤرخين يعتبرون أنه قد مات شهيدًا، وذلك يعود لأنه توفي في ظروف غامضة خلال اضطهاد تراسيا ومكسيموس للمسيحيين في روما. وقد دفن قرب البابا كاليستوس الأول في سرداب الموتى تحت روما، ونقل بأمر البابا كليمنت الثامن إلى كنيسة مخصصة في 17 نوفمبر 1595ن وقد تم اكتشاف ضريحه الأول عام 1854، حين عثر على بقايا شاهد في سرداب الموتى، كتب عليها اسمه.